# Heniocha dyops
Heniocha dyops — вид павлиноглазок, обитающий в Анголе, Кении, Намибии, ЮАР и Танзании.
Кормовыми растениями гусениц являются: Acacia mearnsi, Acacia burkei, Acacia hereroensis, Acacia karroo, Acacia mellifera и Acacia nigrescens.